# Ambre bàltic

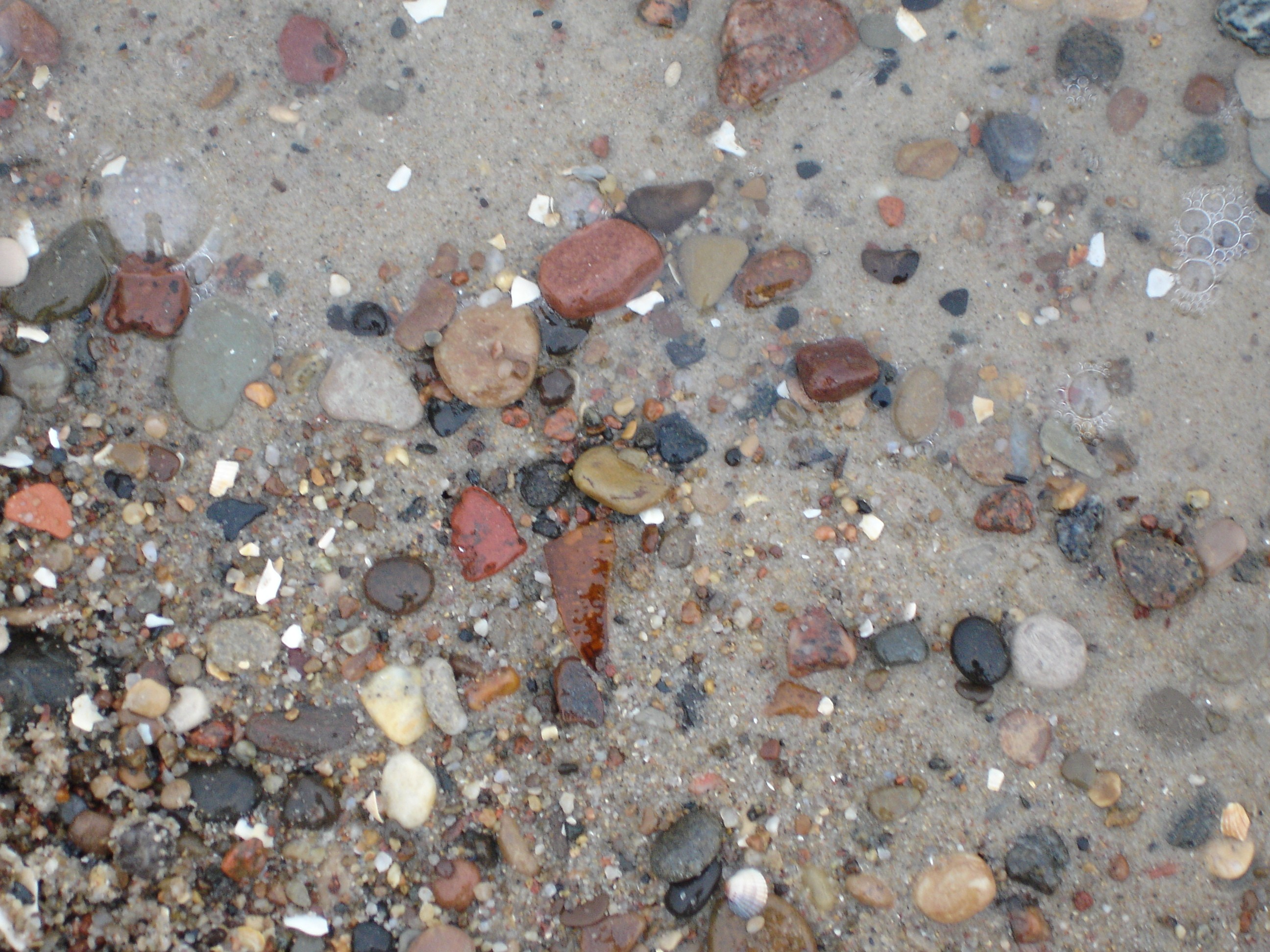
Típica platja de sorra al mar bàltic en la que sovint s'hi troba ambre.

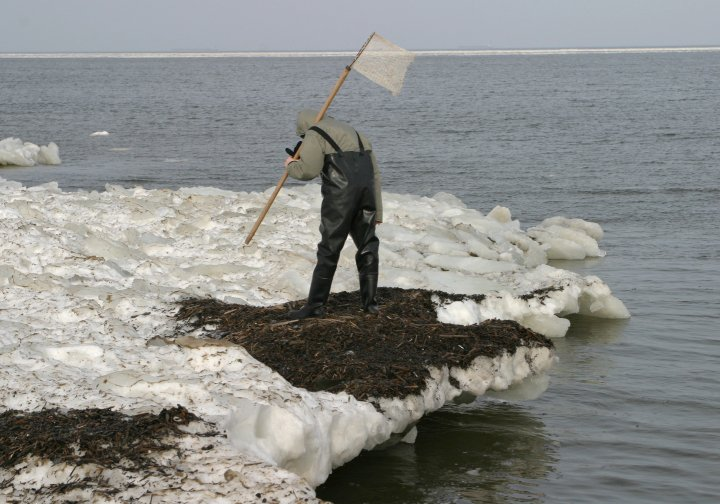
Pescant ambre a la costa, Mikoszewo, prop de Gdańsk, Polònia.

L'anomenat ambre bàltic, o succinita, és com es coneix l'ambre que es troba a la regió bàltica, sent aquest l'indret amb el dipòsit d'ambre més gran conegut. El dipòsit data de fa uns 44 milions d'anys (Eocè). S'ha calculat que aquests boscos van crear més de 100.000 tones d'ambre.
El concepte ambre bàltic és genèric, així doncs l'ambre de les mines de carbó marró de Bitterfeld a Saxònia (Alemanya de l'est) s'inclou sota el mateix nom. Abans es pensava que l'ambre de Bitterfeld tenia només uns 20-22 milions d'anys d'antiguitat (Miocè), però una comparació amb els animals atrapats va revelar que molt probablement és ambre bàltic genuí que s'ha redipositat en un dipòsit del Miocè. Altres fonts d'ambre bàltic s'han allistat com procedents de Polònia i Rússia.
Com que l'ambre bàltic conté un 8% d'àcid succínic, també se l'anomena succinita.
Des dels anys 1850 es pensava que la resina que s'havia convertit en ambre era produïda per l'arbre Pinite succinifer, però una recerca en els anys 80 va concloure que la resina s'originava a partir de diverses espècies. Més recentment s'ha proposat, sota l'evidència d'anàlisi transformació Fourier espectroscòpia infraroja (FTIR) de l'ambre i de la resina d'arbres actuals, que les coníferes de la família de les esciadopitàcies en són les responsables. L'únic representant viu d'aquesta família és el pi paraigües japonès, Sciadopitys verticillata.
S'han descobert i descrit científicament nombrosos gèneres i espècies de plantes i animals a partir d'inclusions en ambre bàltic. L'ambre bàltic inclou la fauna fòssil més riva en espècies descoberta fins ara.

## Paleobiologia
S'han descrit nombrosos organismes a partir d'espècimens en ambre, incloent:

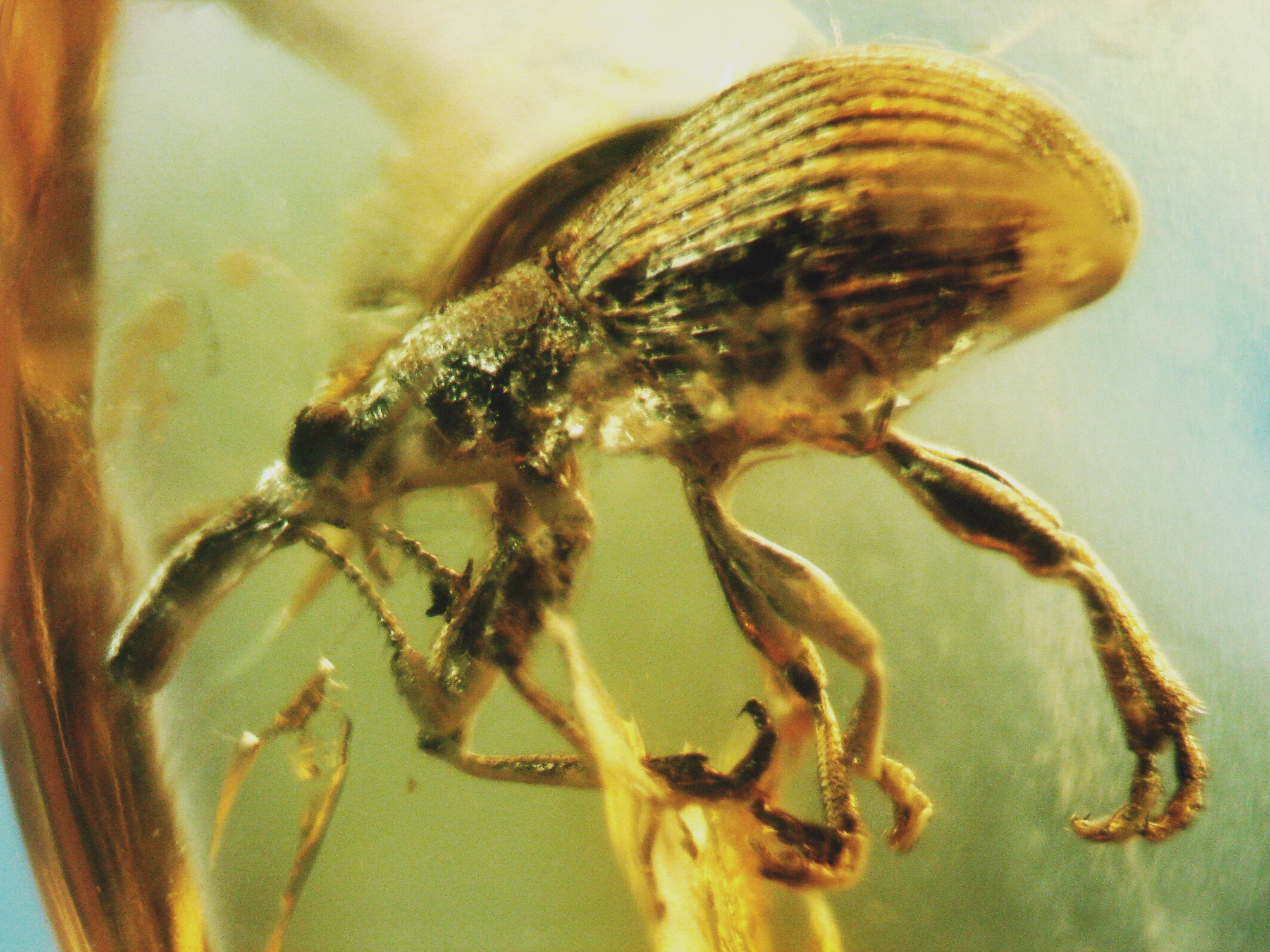
Fòssil d'escarbat brèntid

### Flora
- Rhizomnium dentatum Heinrichs et al, 2014[5]

### Fauna
| - Agroecomyrmex Wheeler, 1910 - Aphaenogaster mersa Wheeler, 1915 - Aphaenogaster oligocenica Wheeler, 1915 - Aphaenogaster sommerfeldti (Mayr, 1868) - Arostropsis Yunakov & Kirejtshuk, 2011 - Aspidopleura Gibson, 2009 - Asymphylomyrmex Wheeler, 1915 - Baltimartyria Skalski, 1995 - Baltocteniza Ieskov & Zonstein, 2000 - Brevivulva Gibson, 2009 - Deinodryinus areolatus (Ponomarenko, 1975) - Deinodryinus velteni Guglielmino & Olmi, 2011 - Diochus electrus Chatzimanolis & Engel, 2011 - Electrinocellia (Carpenter) Engel, 1995 - Electrocteniza Ieskov & Zonstein, 2000 |  | - Electrostephanus Brues, 1933 - Elektrithone Makarkin, Wedmann, & Weiterschan, 2014 - Epiborkhausenites Skalski, 1973 - Glisachaemus Szwedo, 2007 - Gracillariites Kozlov, 1987 - Metanephrocerus collini Carpenter & Hull, 1939 - Metanephrocerus groehni Kehlmaier & Skevington, 2014 - Metanephrocerus hoffeinsorum Kehlmaier & Skevington, 2014 - Micropalaeosoma balticus (Poinar, 2003) - Electrocrania Kuznezov, 1941 - Fibla carpenteri Engel, 1995 - Metapelma archetypon Gibson, 2009 - Micropterix gertraudae Kurz & Kurz, 2010 - Neanaperiallus Gibson, 2009 - Palaeovespa baltica Cockerell, 1909 |  | - Palaeovespa socialis Pionar, 2005 - Prolyonetia Kusnetzov, 1941 - Propupa Stworzewicz & Pokryszko, 2006 - Pseudogarypus synchrotron Henderickx, 2012 - Stigmellites baltica (Kozlov, 1988) (Lepidopteran leaf mines) - Xylolaemus sakhnovi Alekseev & Lord, 2014 - Succinipatopsis Poinar, 2000 - Yantaromyrmex constricta (Mayr, 1868) - Yantaromyrmex geinitzi (Mayr, 1868) - Yantaromyrmex samlandica (Wheeler, 1915) |  |